# Bloedplakkaat
Het bloedplakkaat of Eeuwig Edict was een keizerlijke verordening van 29 april 1550 die een consolidering en verstrenging inhield van alle vroegere verordeningen over de bestrijding van ketterij in de Spaanse Nederlanden. Na verzet werd de verordening vervangen door het plakkaat van 25 september 1550, dat lichte toegevingen deed, maar niettemin evenzeer met de benaming 'bloedplakkaat' werd bedacht. Ook onder koning Filips II van Spanje bleef de repressiepolitiek van de  inquisitie in de Nederlanden belichaamd door de bloedplakkaten de norm.

## Geschiedenis
Keizer Karel V werd in zijn Nederlandse erflanden niet afgeremd door politieke consideraties en voerde er de harde geloofsvervolging die zijn voorkeur wegdroeg. Over de bezwaren van zijn raadgever Viglius van Aytta stapte hij heen. Met het plakkaat voerde hij een algemene wetgeving in die het drukken, schrijven, verspreiden en bezitten van ketterse boeken en afbeeldingen, het bijwonen van ketterse bijeenkomsten, het prediken van een tegendraadse religie en het huisvesten van ketters, bestrafte met de doodstraf en verbeurdverklaring van alle goederen. Wie volhardde werd levend verbrand, wie zich herriep werd onthoofd (mannen) of levend begraven (vrouwen).  Nergens was de wetgeving tegen ketters zo streng als in de Nederlanden. Het was het meest repressieve ketterijbeleid in Europa.
Vooral in de Brabantse steden botste de uitvaardiging van dit plakkaat op verzet. In het bijzonder de verplichting voor plaatselijke overheden om inquisiteurs toe te laten en voor immigranten om een certificaat van rechtgelovigheid voor te leggen, opgesteld door de pastoor van hun plaats van herkomst, werden gecontesteerd. Antwerpen en de andere Brabantse weigerden het plakkaat te publiceren en drongen aan op verzachtingen bij landvoogdes Maria van Hongarije. Als gevolg hiervan werd het plakkaat op 25 september 1550 vervangen door een nieuwe versie, die buitenlandse handelaars uitzonderde van de certificatieplicht en die de term 'inquisiteurs' verving door 'geestelijke rechters'. In de praktijk behielden de lokale besturen een mate van controle in over de kettervervolging. Berechting gebeurde, na onderzoek door  inquisiteurs, door ambtenaren van de centrale, gewestelijke en stedelijke rechtbanken. De meerderheid van de  vervolgden waren anabaptisten.

## Uitgave
- Recueil des ordonnances des Pays-Bas, 2e reeks, VI, 1893, p. 55-76 en 110-118

## Voetnoten
1. ↑  Folkert Postma, Viglius van Aytta. De jaren met Granvelle, 1549-1564, 2000, p. 46-50